# Rustam Dushmanziyar
Rustam Dushmanziyar (en persa: رستم دشمنزار) fue un aristócrata dailamita y antepasado de la dinastía kakúyida. Su nombre personal era Rustam, pero era conocido como Dushmanziyar, que es la versión dailamita de la palabra persa Dushmanzar ('el que trae dolor a su enemigo').

## Biografía
Rustam era hermano de la esposa del gobernante búyida Fajr al-Daula, Sayyida Shirin, que era hermana, o más probablemente, sobrina del gobernante bavándida al-Marzuban. Rustam tuvo un hijo llamado Muhammad ibn Rustam Dushmanziyar, que más tarde establecería la dinastía kakúyida de Isfahán.
Rustam, por sus grandes servicio a Fajr al-Daula, fue recompensado con tierras en Alborz. Su deber era proteger Ray y el norte de Jibal contra los líderes locales de Tabaristán. Más tarde murió en una fecha desconocida antes de 1007, que fue la fecha en que Muhammad ibn Rustam Dushmanziyar estableció la dinastía kakúyida.